# Dunlop Sport
Dunlop Sport er en britisk producent af sportsudstyr. Virksomheden blev etableret i 1910 med fokus på ketsjersport, hvor de var en del af Dunlop Rubber. 
Virksomheden har i dag produkter indenfor tennis, squash, padel og badminton. Produkter inkluderer ketsjere, strenge, bolde, fjerbolde, tasker og sportstøj.
Dunlop Sport er et datterselskab til SRI Sports, som overtog Dunlop Sport i 2017.